# Кузів Михайло Петрович
Михайло Петрович Кузів (нар. 23 червня 1965, с. Біще, Тернопільська область) — український живописець, графік, архітектор. Член Національної спілки художників України (1995). Заслужений діяч мистецтв України (2016).

## Життєпис
Михайло Кузів народився 23 червня 1965 року в селі Біщому, нині Бережанської громади Тернопільського району Тернопільської области України.
Закінчив архітектурний факультет Львівського політехнічного інституту (1992, нині національний університет).
Працював оформлювачем та архітектором Проєктно-конструкторського технологічного інституту при Тернопільському комбайновому заводі» (1987—1992); архітектором ТОВ «Стат» (Львів, 1992—1993), «Львівмонтажбудконструкція» (1993—2002); на Тернопільському художньо-виробничому підприємстві (2002—2008).
Від 2008 — викладач Тернопільського педагогічного університету.

## Творчість
Основна галузь — станковий живопис. Учасник обласних, всеукраїнських, міжнародних мистецьких виставок від 1991. Персональні — у Бережанах (1991), Львові (1993), Тернополі (1995), Трускавці, Києві (обидві — 2000), Лондоні (2003).
Автор жанрових полотен, пейзажів. Проілюстрував збірки поезій В. Вихруща, В. Залізного, С. Балинського, В. Подуфалого. Окремі роботи зберігаються в Тернопільському обласному художньому музеї та Бережанському краєзнавчому музеї.

### Твори
- живопис — цикл ілюстрацій до творів Т. Шевченка (1992–99);
- «Вечірній промінь»,
- «Козацька могила»,
- «Забутий хутір» (усі — 1994),
- «Гонта»,
- «Благодатний світанок»,
- «Первогріх»,
- «У тіні білої ночі»,
- «У полоні східного танцю»,
- «З матір'ю і долею» (усі — 1999),
- «Таїнство»,
- «Тиха пісня» (обидва — 2000),
- «Слов'янський мотив» (2002),
- «З глибин Трипілля» (2007),
- «Міст у Ворохті» (2008),
- «Дев'ята розповідь про жінку»,
- «Чумацькими шляхами» (обидва — 2009),
- «Самотня колискова» (2010).
- «Вечірній візит» (2012)
- «Старий квартал» (2014)
- «Квіти на голубому» (2014)

## Нагороди
- Заслужений діяч мистецтв України (2016);
- Всеукраїнська літературно-мистецька премія імені Братів Богдана та Левка Лепких (2020) [1];
- Тернопільська обласна премія імені Михайла Бойчука (2012);
- Лауреат міжнародної виставки Львівського осіннього салону «Високий замок» (2002).